# Jean-Pierre Blondel
Jean-Pierre Blondel (Sint-Genesius-Rode 8 juni 1924, aldaar 17 augustus 2012) is een Belgisch architect en stedenbouwkundige.
Jean-Pierre Blondel en echtgenote en medewerker Odette Filippone behoren tot de groep naoorlogse afgestudeerden van La Cambre die een al te dogmatisch functionalisme inruilden voor een meer organisch architectuurconcept naar Scandinavisch model.

## Biografie
Blondel behaalde het diploma architectuur (1946) aan "La Cambre" bij Charles Van Nueten (°1899 †1989). In 1951 behaalde hij zijn diploma stedenbouw bij Jean De Ligne (°1890 †1985). Hij startte in 1946-47 zijn loopbaan als medewerker aan de wederopbouw van Sankt Vith en Büllingen. Alvorens zich in 1948 als zelfstandig architect te vestigen was hij korte tijd medewerker van De Ligne (1946-47). Filippone studeerde in 1950 af bij De Ligne. 
Uit de associatie met Lucien Jacques Baucher (1952-63) en met Odette Filippone (1927-2002) ontstond een opmerkelijke reeks landhuizen met een ongedwongen ruimteorganisatie en een grafische uitdrukking, ingepast in het landschap. Op Expo 58 leverden ze met het Marie-Thumas-paviljoen en het Informatiepaviljoen van Brussel (i.s.m. ingenieur René Sarger) een spraakmakende bijdrage tot de doorbraak van een nieuwe architectuur op basis van de technische mogelijkheden van lichte overspanningen. Het kantoorcomplex van het Commissariaat-Generaal werd bekroond met de architectuurprijs Van de Ven 1958 en de Belgische Houtprijs 1960. 
Voortbouwend op de residentie Vincennes (Louizalaan in Brussel, 1962-1965), ontwierpen Blondel en Filippone een aantal gesofisticeerde flatgebouwen, waaronder het getrapte 'Les Terrasses' (1967-69) en 'La Galaxie' (1984-86) in Ukkel. 
Van 1968 tot 1975 werkte Blondel samen met Raymond M. Lemaire, Bernard de Walque en Pierre Laconte aan de stedenbouwkundige ontwikkeling van Louvain-la-Neuve. In tegenstelling tot de nieuwe Franse en Engelse steden, werd hier gekozen voor de traditionele stedelijke morfologie. Toch werd gekozen voor de scheiding van verkeer en werden de diverse functies gezoneerd, wat kenmerkend is voor de functionalistische stedenbouw.